# En attendant la mer
Pour plus de détails, voir Fiche technique et Distribution.
En attendant la mer (V ozhidanii morya, en cyrillique В ожидании моря) est un film réalisé par le cinéaste tadjik Bakhtiar Khudojnazarov, sorti en 2012. Il a été coproduit par des sociétés basées dans cinq pays différents : Allemagne, Belgique, France, Kazakhstan et Russie.
Khudojnazarov considérait ce film comme le second volet d'une « trilogie eurasiatique » après Luna Papa, film se déroulant dans un décor similaire, et avant un projet intitulé Le Poisson vivant (Живая рыба),. Cette trilogie est restée inachevée à la suite du décès de Khudojnazarov en 2015, En attendant la mer étant son dernier film.

## Synopsis
Marat est un marin-pêcheur basé dans le port d'Abasta, sur les rives d'une mer fermée. Un jour, il part en mer accompagnée de sa femme Dari, malgré les pressentiments de celle-ci et d'autres personnes du village sur les conditions météorologiques. Une très violente tempête se déclenche alors et conduit le navire au naufrage. Marat est le seul survivant.
Dix ans plus tard, durant lesquels il a purgé une peine de prison, Marat revient à Abasta. Dans le train, il retrouve par hasard Tamara, la sœur cadette de Dari, qui n'était qu'une petite fille lors du drame. Ayant toujours eu du désir pour lui, la jeune femme profite du fait que Marat ne l'ait pas reconnue pour coucher avec lui et ne lui révéler son identité qu'au moment de l'acte. Marat lui fait toutefois comprendre qu'il n'a aucune intention d'entamer une relation avec elle.
Arrivé à Abasta, Marat est confronté à une hostilité générale des villageois qui l'estiment coupable de la mort de leurs proches. Le père de Dari et Tamara, malgré un accueil du même type au départ, finit par accepter son retour et pense même que Marat ne devrait pas repousser les avances de Tamara. Le village a également beaucoup changé car la mer s'est retirée depuis cinq ans, laissant l'ancien port et ses bateaux en plein désert. La mer, très réduite, se trouve désormais à plusieurs kilomètres d'Abasta.
Marat a alors un seul projet : déplacer l'épave de son navire pour le remettre à l'eau et, pense-t-il, retrouver Dari et ses marins, dont les corps n'ont jamais été retrouvés. Alors que tout le monde le considère fou, il trouve des aides ponctuelles, notamment auprès de son seul ami, Balthazar, qui s'occupe à la fois de l'aéroport et d'un petit musée dédié à la mémoire de l'ancienne activité portuaire. Ce dernier fait aussi face à deux défis intimes : son désir pour Tamara, alors que celle-ci le repousse et que lui-même est marié, et la délinquance de son fils, qui fait partie d'un gang de voleurs des environs.

## Fiche technique
- Titre : En attendant la mer
- Titre original russe : V ozhidanii morya, en cyrillique В ожидании моря
- Titre original anglais[5] : Waiting for the Sea
- Réalisation : Bakhtiar Khudojnazarov
- Scénario : Sergueï Ashkenazi, d'après une idée de Bakhtiar Khudojnazarov
- Musique : Shuhei Kamimura
- Photographie : Rifkat Ibragimov, Dušan Joksimović et Jan Vancaillie
- Montage : Danielius Kokanauskis  et Salome Machaidze
- Décors : Agi Ariunsaichan Dawaachu et Nigmat Djuraev
- Costumes : Nina Dobrina et Zebo Nasirova
- Production : Karl Baumgartner, Sébastien Delloye, Diana Elbaum, Setareh Farsi, Behrooz Hashemian, Thanassis Karathanos, Bakhtyar Khudojnazarov et Rusht Rushtov
  - Coproduction : Arman Asenov (ru), Marina Ionko et Alexander Sosis
- Sociétés de production : Entre Chien et Loup, Kazakhfilm Studios, National Production Center of the Republic of Kazakhstan, Pallas Film, ZDF/Arte
- Pays d'origine :  Allemagne  Belgique,  France,  Kazakhstan,  Russie
- Langue originale : russe
- Format : couleur
- Durée 109 minutes
- Dates de sortie :
  - Italie : 9 novembre 2012
  - Russie : 17 octobre 2013

## Distribution
- Egor Beroïev : Marat
- Anastasiya Mikulchina (ru) : Dari / Tamara adulte
- Detlev Buck : Balthazar
- Dinmukhamet Akhimov : le père de Dari et Tamara
- Pavel Priluchnyy : Ysan, le fils de Balthazar
- Daulet Kekelbayev : Kvidak
- Alexander Rabotyaga : Blonde
- Radzhab Khuseynov : Mardouni

## Distinction
- Sichuan TV Festival 2013 : nomination d'Egor Beroïev comme meilleur acteur dans une mini-série ou un film fait pour la télévision[6]